# Pinacopodius meruensis
Pinacopodius meruensis là một loài bọ cánh cứng trong họ Bọ hung (Scarabaeidae).